# Карагичев
Карагичев — хутор в Серафимовичском районе Волгоградской области.
Входит в состав Среднецарицынского сельского поселения.

## География
На хуторе имеется одна улица: Центральная.

## Население
| 2010 |
| ---- |
| 7    |